# Korolupy
Korolupy är en ort i Tjeckien.   Den ligger i regionen Södra Mähren, i den sydöstra delen av landet, 160 km sydost om huvudstaden Prag. Korolupy ligger 435 meter över havet och antalet invånare är 206.
Terrängen runt Korolupy är platt. Runt Korolupy är det ganska glesbefolkat, med 40 invånare per kvadratkilometer. Närmaste större samhälle är Moravské Budějovice, 18,0 km nordost om Korolupy. I omgivningarna runt Korolupy växer i huvudsak blandskog.